# Brachyhesma aurata
Brachyhesma aurata är en biart som beskrevs av Exley 1977. Brachyhesma aurata ingår i släktet Brachyhesma och familjen korttungebin. Inga underarter finns listade.

## Bildgalleri

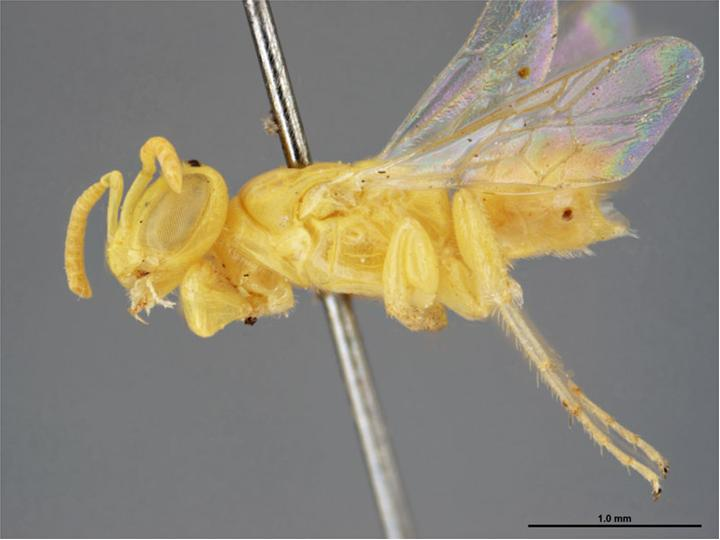